# Громадянська війна в Південному Ємені
Не варто плутати з Громадянськими війнами у Північному Ємені, в 1994 році, та з 2015 року, а також сучасною громадянською кризою
Громадянська війна в Південному Ємені (араб. الحرب الأهلية في جمهورية اليمن الديمقراطية الشعبية)  — швидкоплинний збройний конфлікт, який відбувся через невдалий державний переворот, що стався 13 січня 1986 року у прокомуністичному Південному Ємені. Громадянська війна розгорнулася в результаті ідеологічних розбіжностей, а пізніше міжплемінних протиріч між двома фракціями правлячої Єменської соціалістичної партії: на фракцією Абдули Фаттаха Ісмаїла, Аль-Тогма, та фракцією Алі Насіра Мухаммеда, Аль-Зомра, за керівництво у партії. Конфлікт швидко переріс у громадянську війну, яка тривала одинадцять днів і призвела до тисяч жертв. Крім того, конфлікт призвів до розпаду більшої частини найдосвідченішого соціалістичного керівництва Єменської соціалістичної партії, що сприяло значно ослабленню уряду та остаточному об'єднанню країни з Північним Єменом у 1990 році.

## Історія

### Передумови
Після закінчення протистояння в Адені та здобуття Південним Єменом незалежності в 1967 році Фронт національного визволення (ФНВ) успішно провів переговори в Женеві з британським урядом і отримав владу над країною. Ліва націоналістична повстанська організація, ФНВ прагнув об'єднати сили профспілок нафтових і портових робітників Адена, насерівців і комуністів. Останню з цих фракцій очолив Абдул Фаттах Ісмаїл, один із засновник ФНВ та його головний марксистський ідеолог. Під час надзвичайного стану Ісмаїл очолював озброєні кадри ФНВ в Адені, і його підтримало багато повстанців, які брали участь у діях проти британців. У 1969 році, за підтримки Радянського Союзу, Ісмаїл використав цю популярність серед новоствореної армії Південного Ємену, щоб захопити контроль над ФНВ, і в червні він був оголошений його генеральним секретарем.
Ісмаїл проводив агресивну революційну внутрішню і зовнішню політику. Народна Демократична Республіка Ємен прийняла марксистсько-ленінський науковий соціалізм як офіційну державну ідеологію. Усі головні галузі промисловості були націоналізовані та колективізовані, було запроваджено загальне виборче право. ФНВ перейменували на Єменську соціалістичну партію у 1978 році, виник квазікульт особистості. Його уряд допоміг створити на Аравійському півострові марксистські воєнізовані організації, Народний фронт визволення окупованої Арабської затоки та Народний фронт визволення Оману, які використовували політичну активність і насильство для кампанії проти західних арабських монархій у Перській затоці. За часів Ісмаїла Південний Ємен надавав безпосередню підтримку останнім із цих двох угруповань під час повстання Дофара в сусідньому Омані, надаючи радників тамтешнім повстанським силам, крім того, забезпечував транзит зброї повстанцям від країн Варшавського договору та Китаю. Він також заохочував комуністичних партизанів у Північному Ємені, прагнучи дестабілізувати режим Алі Абдалли Салеха та досягти об'єднання Ємену під комуністичним урядом. Цей антагонізм по відношенню до Півночі розпалив напруженість між двома Єменами, що зрештою завершилося короткою серією прикордонних сутичок у 1972 році.
Після провалу прокомуністичного повстанського руху в Омані в 1978 році та загострення протистояння з Північним Єменом, включаючи Єменську війну 1979 року, Ісмаїл втратив прихильність консервативних елементів Єменської соціалістичної партії та відштовхнув свою країну від більшої частини держав регіону та Заходу. Радянський Союз, на який Південний Ємен покладався в переважній більшості своєї торговельної та фінансової допомоги, також втратив довіру до Генерального секретаря, а політики в адміністрації Брежнєва вважали його невдалою фігурою на посаді лідера країни, до того ж загрозою. У результаті Москва почала заохочувати поміркованих в партії усунути його від влади. У 1980 році, вважаючи, що його політичні суперники в партії готують його вбивство, Ісмаїл подав у відставку та виїхав у вигнання. Його наступник Алі Насір Мухаммед зайняв менш інтервенціоністську позицію стосовно Північного Ємену та сусіднього Оману. Єменська соціалістична партія дедалі більше поляризувалася між прихильниками Ісмаїла, які сповідували жорстку ліву ідеологію, та прихильниками Алі Насіра Мухаммеда, які підтримували більш прагматичну внутрішню політику та дружніші відносини з іншими арабськими державами та Заходом.
У червні 1985 року політбюро Єменської соціалістичної партії прийняло постанову, згідно з якою кожен, хто вдається до насильства для вирішення внутрішньополітичних суперечок, вважається злочинцем і зрадником батьківщини.

### Конфлікт
Президент НДРЙ Алі Насер Мухаммед, дізнавшись про те, що лідери опозиції Абдул Фаттах Ісмаїл, Алі Антар, Салех Мусліх Кассем та Алі Салем аль-Бейд готуються змістити його з посади, наказав своїй охороні розстріляти їх на засіданні політбюро ЦК Єменської соціалістичної партії. Оскільки більшість членів політбюро були озброєні та мали власних охоронців, почалася перестрілка. Прихильників Алі Насера у залі засідань не було. В результаті колишній президент і лідер опозиційної фракції Абдель Фаттах, віце-президент Алі Антар, міністр оборони Салех Мусліх та один із партійних керівників Алі Шайї загинули. Одним з небагатьох, хто вижив, виявився майбутній керівник країни Алі Салем аль-Бейд. Важкопоранений Абдул Фаттах Ісмаїл пережив напад, але, мабуть, загинув пізніше того ж дня, коли військово-морські сили, лояльні Алі Насеру, обстріляли місто.
У всіх провінціях, містах та багатьох військових частинах одночасно було скликано засідання партійних бюро всіх рівнів з тією ж метою фізичного усунення прихильниками Алі Насера Мухаммеда був розв'язаний практично повсюдний терор проти прихильників Абдул Фаттаха та Алі Антара.

### Наслідки
Алі Насер Мухаммед, схильний до трайбалізму, недооцінив своїх противників, яких підтримали найважливіші спеціальні та танкові частини армії Народно-Демократичної Республіки Ємен. Внаслідок цих дій у країні спалахнули кровопролитні зіткнення, в які були втягнуті всі армійські та поліцейські частини, включаючи авіацію та флот, остаточно сутички повністю припинилися лише в лютому. Вони призвели до численних жертв серед населення (від 4 до 10 тисяч осіб загинули) та великих матеріальних втрат.
Бої тривали 12 днів і призвели до тисяч жертв. Країну змушені були залишити понад 60 тис. осіб, які стали таким чином політичними біженцями, зокрема сам Алі Насер та його прибічники.